# Neuquén (rzeka)
Neuquén (hiszp. río Neuquén) – rzeka w środkowej Argentynie, w prowincji Neuquén, w końcowym biegu wyznaczająca fragment granicy z prowincją Río Negro, jedna z rzek źródłowych rzeki Negro.
Źródło rzeki znajduje się w dolinie Cajón de los Chenques, w andyjskim paśmie Cordillera del Límite. Rzeka płynie w kierunku południowo-wschodnim. W pobliżu miasta Neuquén łączy się z rzeką Limay, tworząc Negro. Powierzchnia dorzecza wynosi około 50 000 km².